# Christoph Traugott Delius
Christoph Traugott Delius (magyarosan Delius Traugott Kristóf) (Wallhausen, 1728 – Firenze, 1779. január 21.) bányaügyi tanácsos.

## Élete
Wittenberg városában jogot tanult, Selmecbányán pedig bányászatot és kohászatot. 1756-ban bányamérnök Magyarországon, 1761-ben ülnök volt a bánáti császári és királyi bányaigazgatóságnál. A bányaműveléstan első rendes tanára volt a selmecbányai akadémián, mely állásra a császári és királyi udvari kamarának 1770. szeptember 8. kelt intézvényével neveztetett ki, bányatanácsosi címmel. 1772-ben Bécsbe hívták, ahol a bánya- és pénzverés rendezésénél közreműködött. Betegeskedése miatt Olaszországba utazott és útközben meghalt. 1778-ban a Leopoldina Német Természettudományos Akadémia tagja lett.

## Munkái
- Abhandlung von dem Ursprunge der Gebürge und der darinne befindlichen Erzadern, oder der sogenannten Gänge und Klüfte; ingleichen von der Vererzung der Metalle und insonderheit des Goldes. Leipzig, 1770
- Anleitung zu der Bergbaukunst nach ihrer Theorie u. Ausübung, nebst einer Abhandlung von den Grundsätzen der Berg-Kameralwissenschaft. für die k. k. Schemnitzer Bergakademie entworfen. Wien, 1773, rézmetszetekkel (Ujabb kiadása 1806. A császári udvar által 1000 arany költséggel készült munka, mely franciául is megjelent. Páris, 1778. Két kötetben.) Magyarul: Bevezetés a bányatan elméletébe és gyakorlásába valamint a bányakincstári tudományok alaptételeinek ismeretébe. Ford: Bóday Gábor, kiadó az OMBKE Bányászati Szakosztálya, 1972

Értekezése: Nachricht von ungarischen Opalen und Weltaugen (Born's Abhandlungen einer Privatges. III. 227–252. l.)

## Magyarul megjelent művei
- Bevezetés a bányatan elméletébe és gyakorlásába valamint a bányakincstári tudományok alaptételeinek ismeretébe; ford. Bóday Gábor; OMBKE, Bp., 1972